# Терещенки (рід)

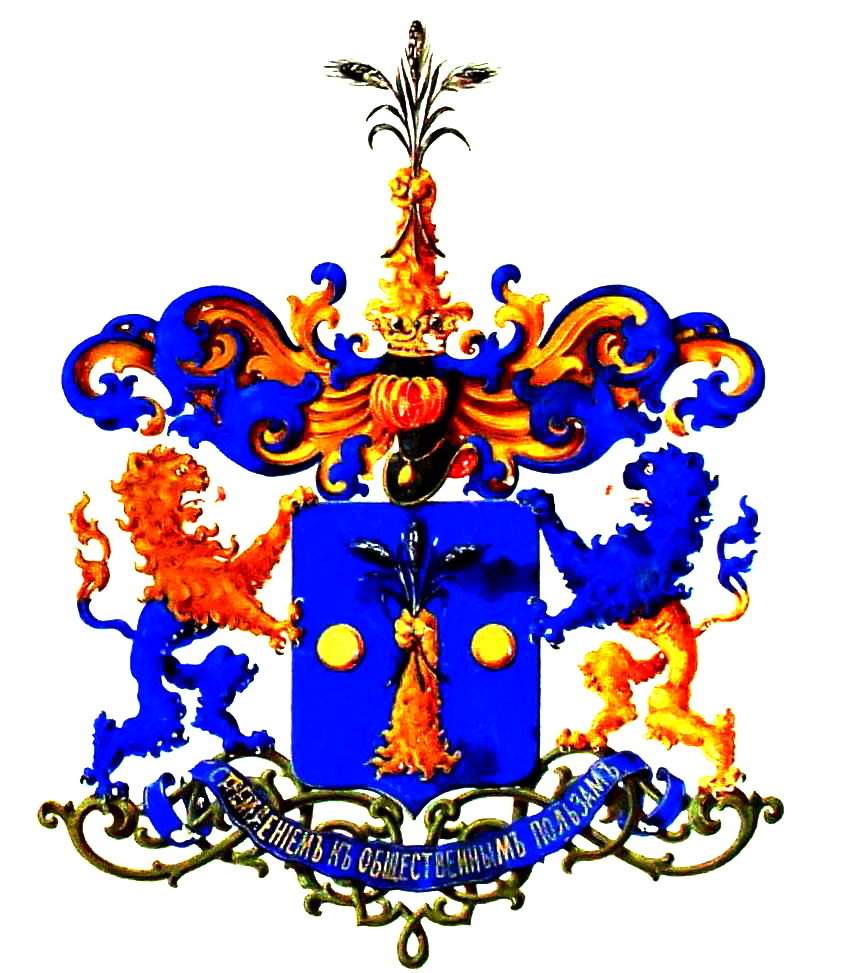
Герб роду

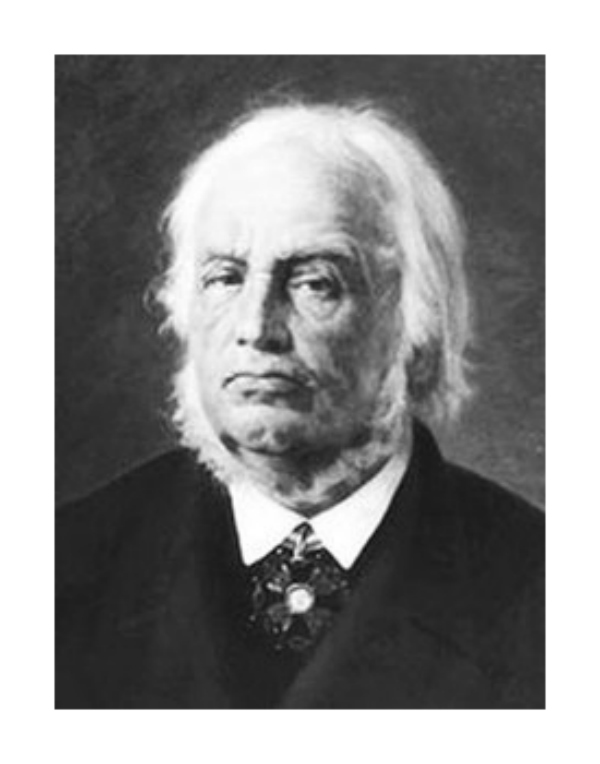
Артем Терещенко

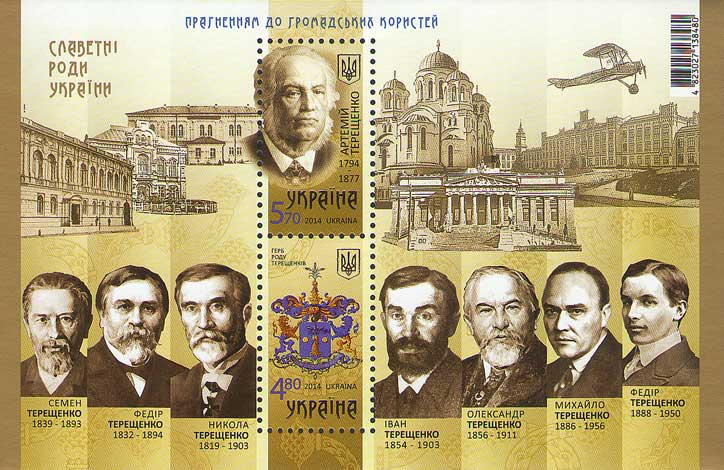
Поштова марка України, 2014

Терещенки — козацько-міщанський рід Глухівщини, який у 1870 році отримав дворянський статус.

## Опис роду
Родоначальник його Артем Терещенко (1794—1873) розбагатів під час Кримської війни на постачанні хліба й корабельного лісу для війська, потім зайнявся цукроварінням та іншими галузями промисловості.
Після селянської реформи 1861 року Артем Терещенко і його сини, Нікола, Федір і Семен, скуповуючи поміщицькі маєтки в Україні і Росії, стали на початку XX століття одними з найбільших землевласників Російської імперії (140 000 десятин землі) і цукрозаводчиків в Україні (у 1911—1912 Терещенки мали 10 великих цукроварень).
Нікола Терещенко (1819—1903) був відомим меценатом й одним з фундаторів Київського й Глухівського музеїв; мистецькі колекції Ніколи Терещенка стали основою майбутніх музеїв українського мистецтва і картинної галереї в Києві.
Його дочка Варвара була разом з чоловіком Богданом Ханенком фундатором музею західного та східного мистецтва у Києві й ініціатором художньої промисловості (майстерні вишивок) на Київщині.
Онук Миколи, Михайло Терещенко (1886—1956) — член IV Державної Думи Росії, у 1915—1917 роках був головою т. зв. Воєнно-Промислового Комітету в Києві, згодом міністром фінансів (березень — травень 1917 року) і закордонних справ (травень — жовтень 1917 року) Тимчасового Уряду; брав участь у переговорах з Українською Центральною Радою. Після жовтневого перевороту емігрував, помер у Монако.
Федір Федорович Терещенко (1888—1950) — небіж Миколи, був власником авіаційної майстерні і мріяв зробити Київ столицею авіабудування. Літаки його конструкції були взяті на озброєння російським військом в Першій світовій війні.
Мішель Терещенко (нар. 1954) — український підприємець, меценат, громадянин Франції. Онук Михайла Терещенка, син Петра Терещенка. З 2005 року проживає в Україні. Отримав українське громадянство 2015 року. 25 жовтня 2015 року, під час місцевих виборів, став міським головою Глухова, набравши більш ніж 60 % голосів виборців.
Мішель Терещенко (нар. 1956) — французький філософ. Правнук Івана Миколайович Терещенка, онук Михайла Терещенка, син Івана Терещенка.

### Початок діяльності
Прагнучи бути серед лідерів галузі, Терещенки в 1870 році заснували «Товариство цукробурякових та рафінадних заводів братів Терещенків» з початковим капіталом у 3 млн крб, який до 1900 року досяг 8 млн. На той час у розпорядженні об'єднання перебувало п'ять заводів: власні рафінадні — Михайлівський (Глухівський повіт), Тульський і орендований Черкаський; цукрові — Воронізький (Глухівський повіт) й орендований Крупецький (Путивльський повіт). Це було суто сімейне акціонерне товариство, до складу якого не входили сторонні особи. Його паї на ринку цінних паперів не з'являлися, а були розподілені між членами родини. Засновники об'єднання стали і його першими директорами. Згодом одним з них був призначений син Миколи Артемійовича — Олександр, спів-директорами — Богдан Іванович Ханенко (зять М. А. Терещенка) та син Семена Артемійовича — Костянтин.
Головне управління, що керувало справами товариства, було розташоване в Києві. Під його керівництвом перебували розташовані у найбільших містах Російської імперії 14 контор, які продавали готову продукцію. Цукор продавали не лише на внутрішньому ринку, а й експортували за кордон. Для зменшення втрат в Одесі, у Карантинній гавані, спорудили кам'яний пакгауз і відкрили два магазини.
Зокрема, в тому ж 1900 році товарообіг товариства становив 12 млн крб, а його заводи виробили близько 2,5 млн пудів цукрового піску та рафінаду. Лише один Михайлівський — найбільший серед них, на якому працювали в той час майже 500 робітників — випустив рафінаду і патоки на суму близько 3 млн крб. За обсягом готової продукції й основним капіталом Товариство братів Терещенків наприкінці ХІХ ст. було найбільшим у цукровій галузі країни.
Микола Артемійович також володів такими цукрозаводами: Андрушівським (Житомирський повіт), Старосотянським (Чигиринський повіт) і Тьоткінським (Рильський повіт). На початку 1880-х років Тьоткінська (переробляла щодоби 4 тис. берківців буряку) та Андрушівська (2,9 тис.) цукроварні входили до четвірки найбільших підприємств галузі у всій країні.

### Прибутки
У перші два десятиліття діяльності Товариства братів Терещенків, у тому числі й кризові роки (1843), його власники отримували величезні прибутки. Так, у 1872—1873 роках від шести цукрозаводів (у тому числі трьох цукрозаводів Миколи Терещенка) одержано 376 230 крб чистого прибутку, а в 1880—1881 роках уже тільки від Тульського та Михайлівського заводів — 346 940 крб. У 1884 році у відомості «Рахунок прибутків і збитків» товариства зазначали: «Одержано прибутку з 1 травня 1883 року по 1 вересня 1884 року — 738 849 крб 74 коп.» Таким чином, у середині 1880-х брати Терещенки лише від діяльності спільного товариства отримували близько 750 тис. крб прибутків, а ще ж успішно працювали й давали величезні прибутки власні цукрозаводи кожного із братів.

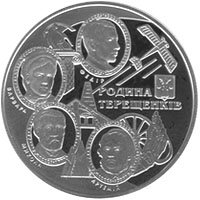
Рід Терещенків на монеті України

В середині 1880-х цукрова промисловість в Російській імперії зазнала економічної кризи. До цього призвели надзвичайно низька купівельна спроможність населення та збереження високих цін на цукор, утворення його великих залишків у зв'язку зі сприятливою перед цим кон'юнктурою виробництва останнього. Щоб перемогти в конкурентній боротьбі своїх суперників, підприємці прагнули тягар кризи перекласти на плечі робітників, подовжуючи робочий день, зменшуючи заробітну плату тощо.
Так, повірений Товариства братів Терещенків Рогозін писав своїм господарям: «Для найму робітників відправив двох вербувальників. Мені пишуть з Воронезької губернії, що завдяки неврожаю на хліб можна наймати робітників за невисоку платню більше ніж 100 душ».
На цукрових заводах родини Миколи Терещенка працювали зазвичай мешканці навколишніх сіл, але були і заїжджі працівники. Організацію їхньої праці і побуту можна прослідкувати на прикладі давнішого, заснованого в 1835 році рафінадного заводу в Хуторі Михайлівському, який щодобово переробляв 10 тис. пудів цукрового піску. На виробництві були зайняті 660 робітників, які працювали в три 8-годинні зміни і мали один вихідний на тиждень. Місячна заробітна плата — від 6 рублів для некваліфікованих робітників і жінок та до 15 рублів у бригадирів і старост. Крім того, виплачували по 5 рублів на харчування. Сезонні робітники, які прибували на завод здалеку, щоденно отримували із загальної кухні один кілограм хліба, 400 грамів м'яса, 50 грамів сала та інші продукти.
На початку XX століття родина Терещенків мала у своєму розпорядженні 11 цукрозаводів — дев'ять власних і два орендованих, на яких виробляли залежно від врожаю сировини й кон'юнктури ринку 9-10 % загальноросійського цукру. Наприклад, якщо в 1899—1900 році виробництво цукру на всіх заводах Російської імперії становило 48 млн 452 тис. пудів, то на підприємствах Терещенків, де особливу роль відіграв Микола Артемійович, — близько 4,5 млн пудів.
У 1910 році обсяг продукції на їхніх цукрозаводах досяг уже 6,6 млн пудів, вартість якої оцінювали в 27,7 млн крб.

## Додатково

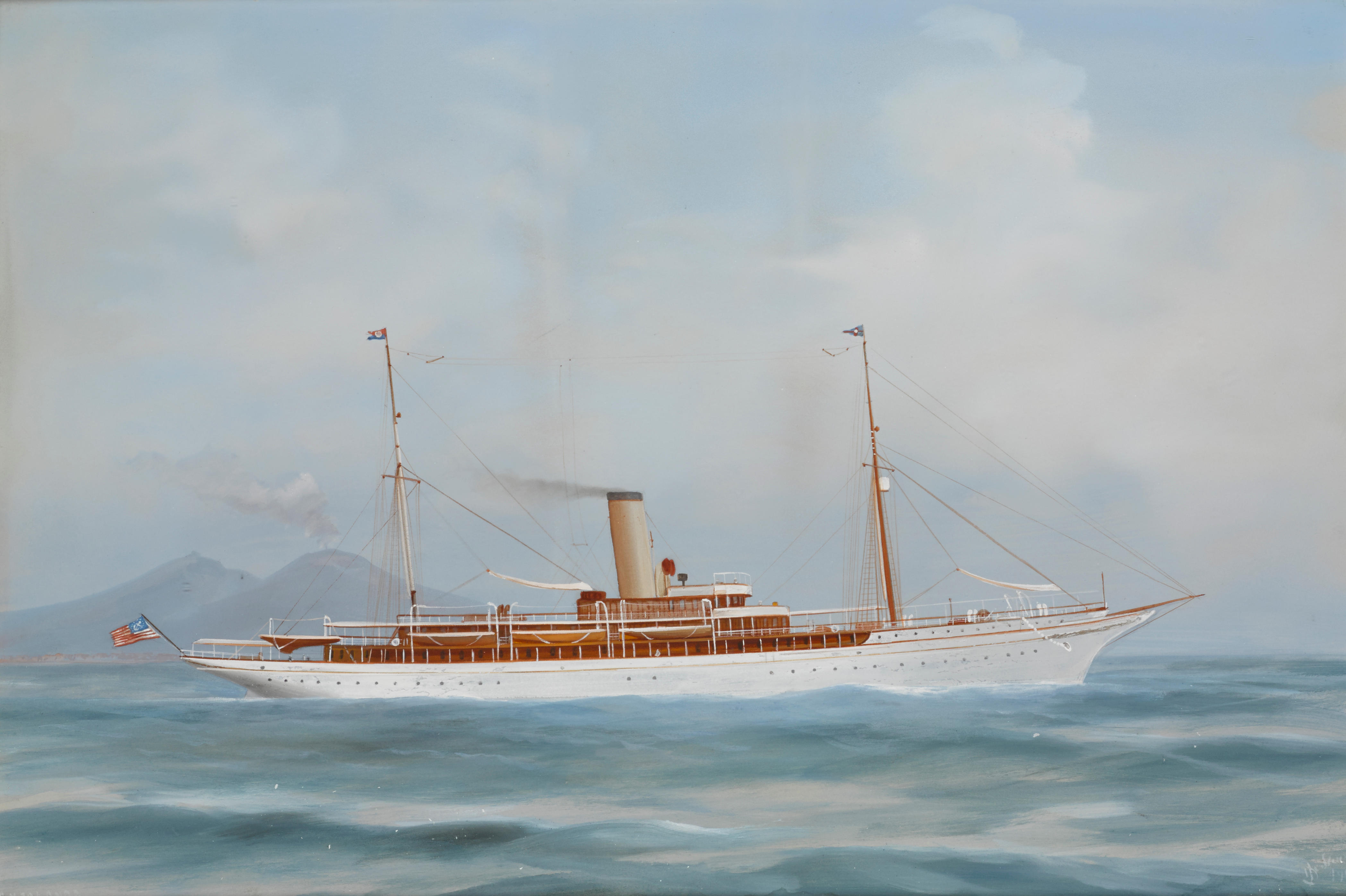
Яхта «Іоланда» у Неаполітанській затоці на фоні Везувію. Антоніо де Сімоне, 1909

- Яхта «Іоланда» (1908—1958), яка у 1912—1928 роках належала сім'ї Терещенків[3], була найдовшою (127 м)[4] приватною яхтою у світі[5].
- Збанкрутілі цукроварні Терещенків 1917 року перейшли до Російського торговельно-промислового банку.[6]